# 레오니트 브레즈네프
레오니트 일리치 브레즈네프(러시아어: Леони́д Ильи́ч Бре́жнев, 문화어: 레오니드 일리이츠 브레쥬네브, 1906년 12월 19일 ~ 1982년 11월 10일)는 소비에트 연방의 군인, 금속 노동자, 정치인이다. 그는 1964년부터 1982년까지 소비에트 연방 공산당의 서기장, 1977년부터 1982년까지 소련의 국가원수였다.

## 인물과 경력

### 성장 과정과 권력 장악
브레즈네프는 1906년 12월 19일, 러시아 제국 카멘스코예(Каменское, 지금의 우크라이나 카미얀스케)에서 금속 공장 노동자였던 아버지 일리야 야코블레비치 브레즈네프(Илья Яковлевич Брежнев)와 어머니 나탈리야 데니소브나 마잘로바(Наталья Денисовна Мазалова) 사이에서 태어났다. 브레즈네프는 1921년 가족과 함께 쿠르스크로 이사해 15세 때부터 그곳의 제철소에서 근무하였다.

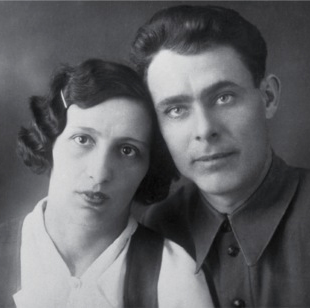
아내 빅토리아와 함께 (1927년)

1923년에는 공산당 청년 조직인 콤소몰에 참가하였고, 1930년 카멘스코예로 돌아와 1931년 소비에트 연방 공산당에 입당하였다. 그 후 그는 드니프로제르진스크 야금 교육원에서 야금학을 배워 1935년 졸업한 뒤에는 우크라이나 동부의 제철소 기사가 되었다.
1935년에는 소비에트 연방 육군에 입대하였으며, 1936년 말에는 드니프로제르진스크 야금 교육원의 교장이 되었다. 1937년 우크라이나 공산당 간부, 몰도바 당 위원회 제1서기, 1939년에는 드니프로페트로우스크(현재의 우크라이나 드니프로) 주 당위원회 서기에 올라 방위 산업을 조직하였다.
그는 러시아 혁명 전에 성인이 아니었던 소비에트 연방 공산당원의 첫 세대였고, 1924년 블라디미르 레닌 사후의 공산당 주도권 싸움에는 너무 젊었기 때문에 참가할 수가 없었다. 브레즈네프가 공산당에 입당했을 때에는 이오시프 스탈린이 절대적인 지도자였으며, 브레즈네프를 포함한 많은 젊은 공산당원이 순수한 스탈린주의자로서 성장하였다. 스탈린의 대숙청을 면한 사람들은 당 및 주의 요직을 차지하게 되었다.
1941년 6월 독소 전쟁이 일어났다. 드니프로페트로우스크는 독일군에 점령당했지만, 브레즈네프는 시의 산업을 지키기 위해 노력하였으며 전쟁의 시작과 동시에 군의 정치 위원으로 활약하였다. 그 해 10월 브레즈네프는 여단 인민 위원으로 승진함과 동시에 남부 방면 군정치지도부 차장이 되었다.

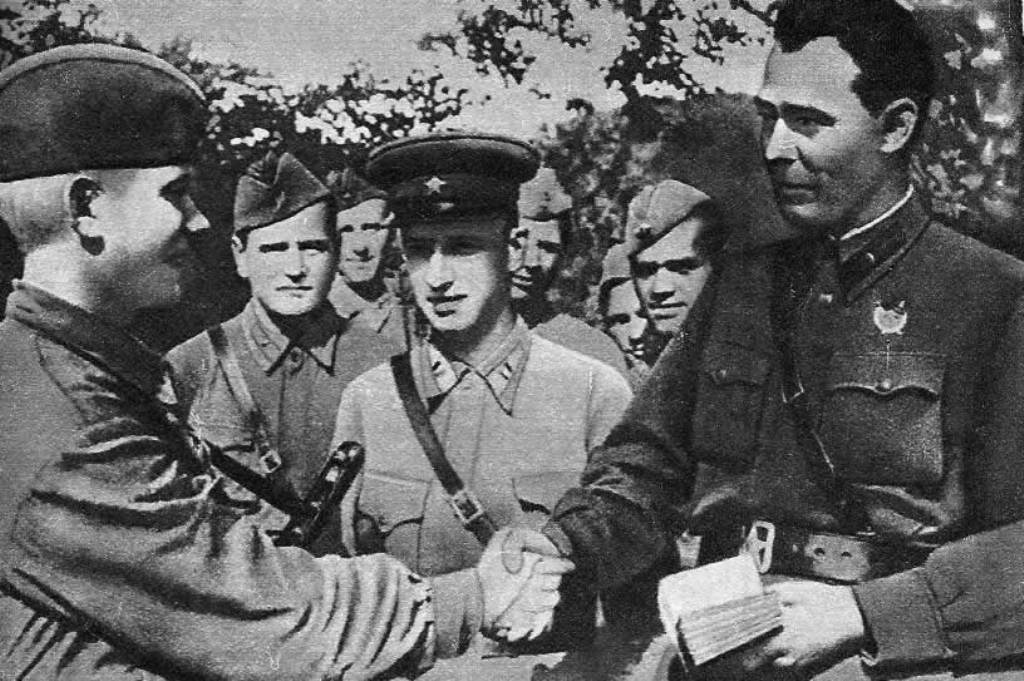
대조국전쟁 당시 정치 위원이었던 브레즈네프

우크라이나가 나치 독일에 점령당하자, 1942년 브레즈네프는 캅카스 전선의 정치 지도부 차장으로서 캅카스에 파견되었다. 1943년 4월 그는 제18군의 정치 부장이 되었고, 같은 해 말에 붉은 군대는 주도권을 회복하였다. 이로 인해 제18군은 제1우크라이나 전선군의 일부가 되어 우크라이나를 다시 되찾고 서방으로 진격하였다. 당시 전선군의 상급 정치 위원은 후에 브레즈네프의 중요 후원자가 되는 니키타 흐루쇼프였다. 브레즈네프는 유럽에서의 전쟁이 끝나자, 제4우크라이나 방면 군정치지도부 부장으로서 프라하에 들어갔다.
1946년 8월 브레즈네프는 소장 계급을 마지막으로 소련군을 떠났는데, 그는 군사령관으로서가 아니라 정치 위원으로서 대조국전쟁을 이끌었었다. 후에는 재건 계획 종사에 힘썼고, 드니프로페트로우스크 주 위원회의 제1서기가 되었다. 1950년에는 소비에트 최고회의 대의원이 되었으며, 그 해 말에는 몰다비아 공산당 중앙위원회 제1서기로 취임하였다. 1952년에는 공산당 중앙위원회 및 최고 회의 간부 회의의 일원이 되었다.
브레즈네프는 드니프로페트로우스크 주나 몰도바, 그리고 카자흐스탄 등에서의 인맥을 후의 권력 강화에 많이 이용하였는데, 그들 중에선 콘스탄틴 체르넨코, 딘무하메드 코나예프, 니콜라이 티호노프 등도 포함되어 있었다.

### 브레즈네프와 흐루쇼프
스탈린이 1953년 3월에 사망하자 최고 회의 간부회가 폐지되고, 보다 작은 정치국이 재구성되었다. 브레즈네프는 정치국의 일원이 되지 않았지만, 그 대신에 중장 승진과 함께 소련군정치총국장 제1대리로 임명되었다.
이것은 아마 그의 후원자 니키타 흐루쇼프에 의한 것이며, 1955년에는 카자흐 공산당 중앙위원회의 제1서기가 되어 소비에트 연방 카자흐 소비에트 사회주의 공화국의 개척 사업을 지도했다.
1956년 2월, 브레즈네프는 모스크바로 귀환되어 공산당 중앙위원회 간부 회원 후보 겸 서기로서 방위 산업, 우주 계획, 중공업 및 수도 건설 지휘의 임무를 맡았다. 1957년 6월에는 뱌체슬라프 몰로토프가 이끄는 반당집단의 게오르기 말렌코프, 라자리 카가노비치 등과 니키타 흐루쇼프와의 당 지도권 싸움에 있어서 흐루쇼프를 지지하였다. 반당집단을 배제한 후 브레즈네프는 정치국의 정식 일원이 되었다.
1959년 브레즈네프는 소비에트 연방 최고 회의 간부회 부의장이 되었고, 1960년 의장에 취임해 명목상 소비에트 연방의 국가 원수가 되었다. 실제 권력은 당의 제1서기인 흐루쇼프에게 있었지만, 의장의 지위는 외국으로의 여행을 가능케 하였다. 그는 서방 국가의 비싼 의복이나 자동차에 대해 흥미를 느꼈는데, 이런 취향은 뒤에 유명해지게 되었다.
1962년까지 흐루쇼프의 당 지도자로서의 지위는 튼튼했지만, 그가 연로함과 동시에 지도력 저하가 다른 지도진의 신뢰를 무너뜨려 그의 정치 기반이 흔들렸고, 소비에트 연방의 경제 문제가 한 층 더 심화돼 흐루쇼프의 지도력에 대한 맹비난이 쏟아졌다. 표면상 브레즈네프는 흐루쇼프에 충실했지만, 알렉세이 코시긴, 니콜라이 포드고르니, 알렉산드르 셸레핀의 움직임으로 1963년 흐루쇼프의 추방 계획에 가담하게 되었다. 결국 흐루쇼프는 1964년 10월 13일에 열린 중앙위원회 총회의 결정으로 실각하였고, 브레즈네프는 소비에트 공산당 제1서기, 알렉세이 코시긴은 수상에 올랐다.
흐루쇼프와 친했던 아나스타스 미코얀도 1965년에 사실상 실각해, 그 자리를 니콜라이 포드고르니가 대신하였다.

### 공산당의 지도자

리처드 닉슨과 캠프 데이비드에서

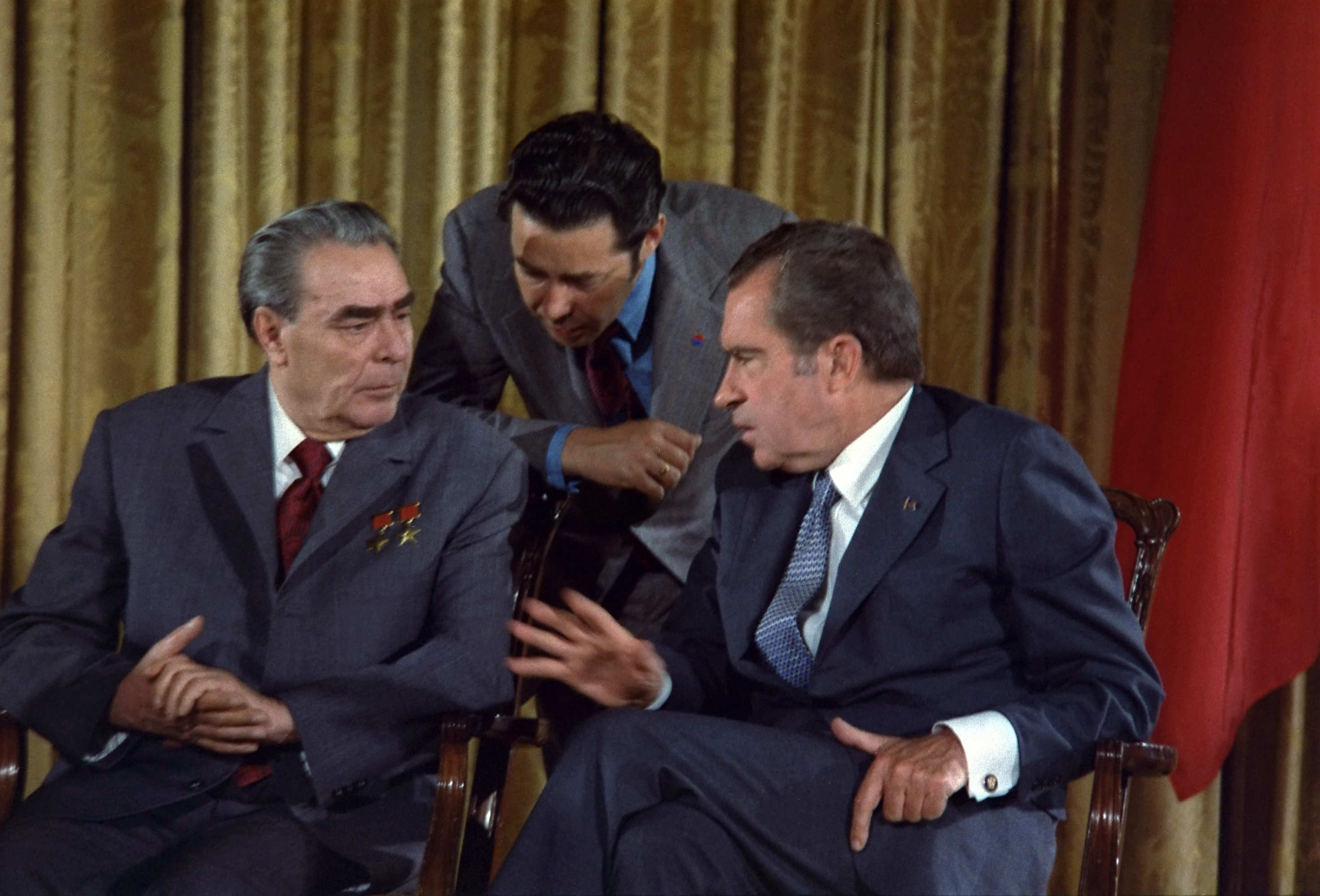
1973년 7월 19일 백악관에서 리처드 닉슨과 만난 브레즈네프

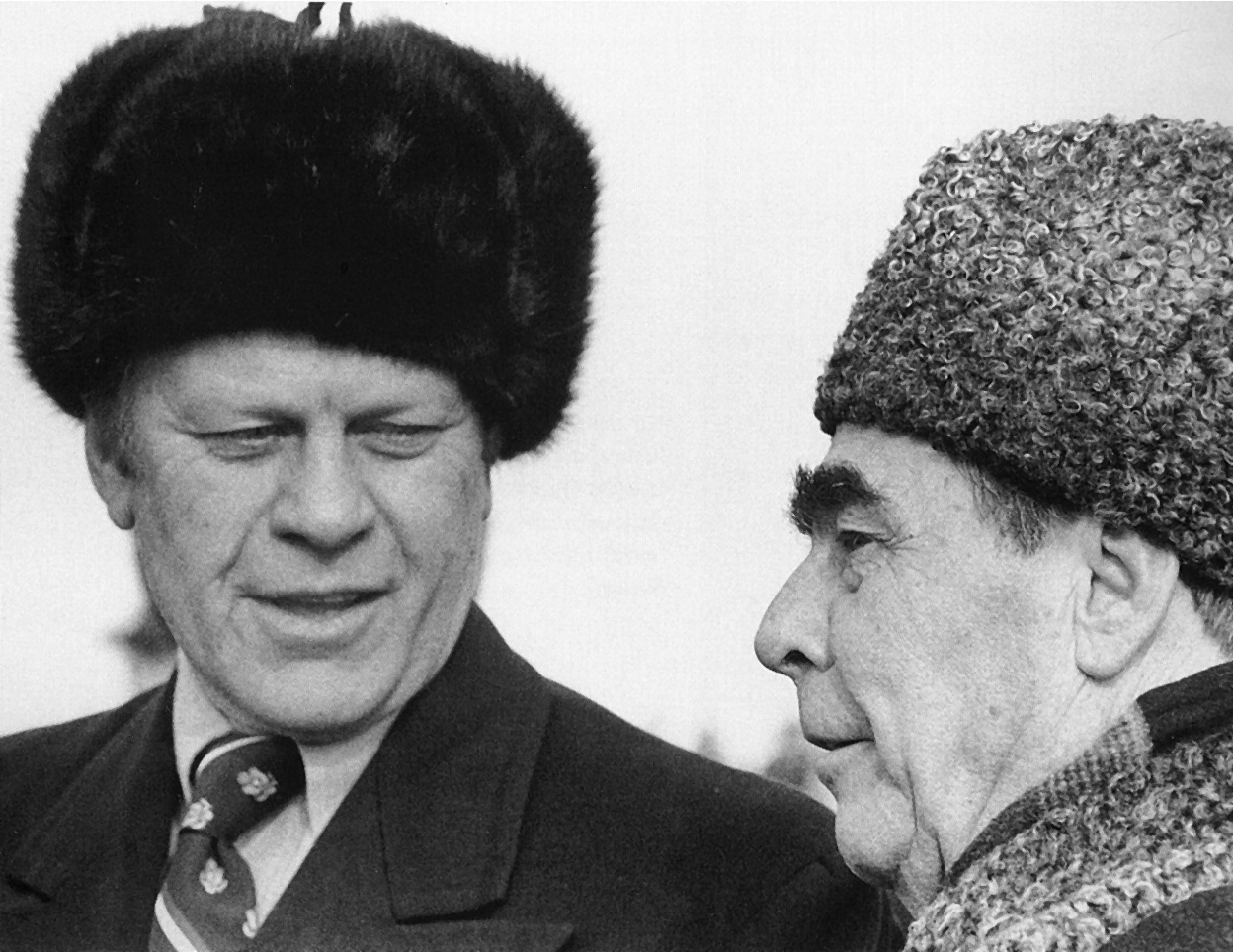
1974년 11월 블라디보스토크에서 제럴드 포드와 만난 브레즈네프

브레즈네프는 니키타 흐루쇼프의 스탈린 독재 정치 비판과 스탈린의 대숙청에 의한 희생자의 명예 회복 및 소비에트 연방의 지적·문화적 정책의 신중한 장려를 지원하였다. 그러나 자신이 스스로 지도자가 되면서 즉시 일을 반대로 처리하기 시작하였다. 대독일 전승 20주년을 기념하는 1965년 5월의 연설에서 브레즈네프는 처음으로 스탈린을 긍정적으로 언급하였고, 그는 1966년 제1서기를 스탈린의 직함인 서기장으로 개칭하였다. 1966년에 작가 율리 다니엘 및 안드레이 시냡스키의 재판은 억압적인 문화적 정책 회귀의 상징이었다. 유리 안드로포프 지휘하의 국가보안위원회는 1930년대와 1940년대에 벌어진 것과 같은 정치 숙청을 반복하지 않았지만, 스탈린 밑에서 누렸던 영향력을 거의 대부분 회복하였다.
브레즈네프 정권 최초의 위기는 1968년 체코슬로바키아의 서기장 알렉산데르 둡체크에 의한 개혁에 의해 초래되었다. 둡체크는 인간의 얼굴을 한 공산주의라는 기치 아래, 언론의 자유화 등 일련의 개혁을 추진하였다. 이 개혁에 호응해 여러 가지 개혁 운동이 전개되었으며, 이 움직임은 음악제의 이름에서 유래된 이른바 프라하의 봄이라고 불렸다. 그는 체코슬로바키아의 개혁 운동이 다른 공산주의 국가에도 파급되어 공산당 체제의 기반이 무너질 것을 염려하였고, 또 소련 블록 전체를 흔드는 위험성으로부터 이를 방관치 못했다. 브레즈네프는 그 해 7월에 둡체크를 수정주의자라고 비판하였으며, 한 달 후인 8월 20일에는 바르샤바 조약 기구군을 투입해 프라하의 봄을 강경 진압하였다.공산주의를 보호한다는 명분 때문에 위성국의 국내 문제에 간섭할 권리가 있다는 주장은 니키타 흐루쇼프가 1956년 헝가리에서 실시한 것처럼 소비에트 연방의 기존 정책을 재성명에 지나지 않았지만, 이 행위는 브레즈네프 독트린 및 제한 주권론으로 알려지게 되었다.
소비에트 연방과 미국은 핵 확산 금지 조약을 체결하였다. 린든 B. 존슨 대통령의 모스크바 방문이 예정돼 있었지만, 체코슬로바키아로의 군사 개입에 대한 항의로서 소비에트 연방 방문이 중지되었다. 그러나 미국과 나토는 구두로의 비판 이외에 구체적인 항의를 하지 않았고, 이것은 유럽에 있어서 소비에트 연방의 세력권에는 간섭하지 않는다는 암묵적 원칙의 성립을 의미하였다.
소련과 중화인민공화국과의 관계는 1960년대 초에 대립이 시작돼 계속해서 악화되어 나갔다. 1964년 저우언라이가 모스크바를 방문했지만 관계 개선에는 이르지 못했으며, 1969년에는 우수리강의 전바오섬에서 양국 군대가 무력 충돌함으로써 중소국경분쟁이 발생했으며, 브레즈네프는 한편으로 베트남 전쟁 중 북베트남에 대한 지원을 계속하였다. 1962년에는 베오그라드의 명예 시민이 되었다.
1971년에는 시작된 중화인민공화국과 미국 간의 관계 개선은 국제 관계에 있어서 새로운 과정이 되었다. 브레즈네프는 미중 동맹의 구축을 막기 위해 미국과의 교섭이라는 방법을 택했다. 1972년 리처드 닉슨 대통령이 모스크바를 방문해 미국과 소비에트 연방의 국가 원수인 닉슨과 브레즈네프는 제1차 전략 무기 제한 협정에 조인하였다. 1973년 파리 평화 협정에서 베트남 전쟁의 공식적인 종료가 이루어져 미소 관계의 장애가 제거되었고, 브레즈네프는 그 해 5월에 서독, 6월에는 미국을 공식 방문하였다.
1970년대 초부터 소비에트 연방의 경제 침체가 시작되었지만 브레즈네프는 소비에트 연방의 경제 침체를 무시했다. 당시 브레즈네프는 고급 외국차나 양복을 구입하는 취미에 빠져 있었다.

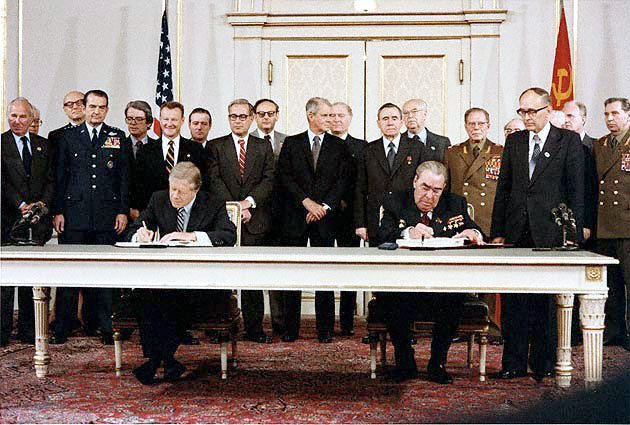
1979년 6월 18일 빈에서 제2차 전략 무기 제한 협정에 조인하는 카터와 브레즈네프

브레즈네프는 1976년 5월 7일 소비에트 연방 원수가 되었고 브레즈네프의 지배는 1977년 만장일치로 소비에트 연방의 국가 원수가 되면서 절정에 이르렀다. 그는 1979년 6월에 미국 대통령 지미 카터와 조인한 제2차 전략 무기 제한 협상과 같은 국제적 정상 회담의 운영에 집중했고 소비에트 연방의 경제 침체는 무시했다.
브레즈네프 정권의 치명적인 결정은 1979년 12월, 아프가니스탄을 침공한 일로, 아프가니스탄 침공의 결정은 브레즈네프의 측근 인물들에 의해 결정된 것이었다. 아프가니스탄 침공은 데탕트의 종말을 불렀고, 미국의 곡물 거래 정지로 소비에트 연방의 경제 침체는 심각해졌다. 미국은 지미 카터 정권 아래 재군비 프로그램을 개시해, 후임 로널드 레이건 아래에서 가속시켰다. 소련과 미국은 군비 확장 경쟁을 하며 막대한 군사비를 지출했다.
1982년 3월, 브레즈네프는 심장 발작을 일으켜 건강 상태를 유지하기 위해 노력했으나, 1982년 11월 10일 오전 8시 30분에 소비에트 연방 모스크바에서 심장 발작으로 사망해 붉은 광장의 원훈 무덤에 매장되었다.

## 같이 보기
- 프라하의 봄
- 코시긴 개혁